# Hôpital régional de Limbé
L'hôpital provincial de Limbé (aujourd'hui hôpital régional de Limbé, également appelé hôpital Mile 1) est un hôpital de 200 lits situé à Limbé dans la Région du Sud-Ouest du Cameroun. Il est le principal hôpital de référence de la région. Il est géré par le ministère de la Santé du Cameroun.

## Histoire
L'hôpital a été construit vers 1940 et a obtenu le statut d'hôpital provincial en 1972. Depuis 2008, les Provinces du Cameroun sont officiellement appelées Régions, et les Hôpitaux Provinciaux sont désormais appelés Hôpitaux Régionaux. La charte de l'hôpital était de:
1. Offrir la meilleure qualité de soins aux patients.
2. Offrir un appui pédagogique aux institutions de formation des personnels de santé du pays.
3. Mener des recherches opérationnelles dans le cadre de l'amélioration du bien-être des patients.
4. Coopérer et collaborer avec d'autres établissements de santé[1].

À la fin des années 1990 et au début du 21e siècle, l'hôpital souffrait de problèmes structurels et organisationnels majeurs. En 2004, le taux de fréquentation avait chuté de 50 %. De plus, la recherche a révélé qu'il y avait un manque de connaissances parmi le personnel hospitalier. Cependant, sous la nouvelle direction du Dr Thompson Kinge (nommé en 2005), l'hôpital a connu des améliorations majeures. En juillet 2008, le consul nigérian dans les provinces du Nord-Ouest et du Sud-Ouest du Cameroun, le Dr Kenneth Nsor Nsor, a décerné à Kinge un prix pour "la reconnaissance de services méritoires exceptionnels et d'une bonne gestion". Nsor a félicité le Dr Kinge pour la réhabilitation de l'hôpital et pour avoir fourni des soins de qualité à la grande communauté nigériane de Limbé. Le journaliste camerounais Aimé Potabo attribue également à Kinge le mérite d'avoir ressuscité l'hôpital et loue les améliorations de ces dernières années.
L'hôpital a reçu le soutien de Camerounais tant à l'intérieur du pays qu'à l'étranger. Par ailleurs, le Programme Germano-Camerounais de Santé a initié des ateliers de formation au Cameroun dont au moins un atelier sur la stérilisation a été suivi par le personnel technique de l'hôpital provincial de Limbé.
Comme les hôpitaux dans de nombreuses régions du tiers monde, l'hôpital régional de Limbé souffre encore de plusieurs problèmes, notamment le manque de certaines fournitures et équipements hospitaliers tels que les appareils ECG et les incubateurs. L'administration de l'hôpital travaille dur pour collecter des fonds afin de résoudre ces problèmes, qui affectent négativement la population de la province du Sud-Ouest.
En 2008, une convention de partenariat a été conclue entre l'Hôpital Régional de Limbé et la Faculté de Médecine de l'Université de Rostock en Allemagne. Ce partenariat est financé par la "Gesellschaft für technische Zusammenarbeit (GTZ)", la Société de coopération technique, qui appartient au ministère allemand de la Coopération économique. Il fait partie du réseau ESTHER ("Ensemble pour une Solidarité Thérapeutique Hospitalière En Réseau") de l'Union Européenne. L'objectif de ce partenariat est d'améliorer les soins aux patients atteints du VIH et du SIDA. Grâce à cette coopération continue avec ESTHER, le laboratoire a été modernisé (introduction de la technologie PCR), et des médecins ainsi que des techniciens de laboratoire ont été formés à Rostock/Allemagne. En outre, des ateliers conjoints de formation médicale continue ont été organisés à Limbé.

## Services
L'hôpital propose des unités de radiologie, de chirurgie, de gynécologie et d'obstétrique, de chirurgie dentaire, d'ophtalmologie, de pédiatrie, de kinésithérapie, de maternité et de médecine générale.
L'hôpital régional de Limbé est le principal hôpital d'enseignement pour les étudiants en médecine de la faculté des sciences de la santé de l'université voisine de Buea.

## Programme de recherche
Avant 2000, pratiquement aucune recherche n'avait été effectuée à l'hôpital provincial de Limbé. Au cours des dernières années, plusieurs études de recherche ont été basées à l'hôpital.
Voici quelques exemples :
- Des membres du Département des sciences de la santé de l'Université de Buéa ont mené des recherches sur les effets de la formation en soins infirmiers sur le contrôle des infections nosocomiales. Un article basé sur cette recherche a été présenté à la Conférence internationale sur le dépassement des disparités en matière de santé en 2004[3].
- Une équipe internationale de chercheurs au Cameroun et aux États-Unis d'Amérique a réalisé une étude sur l'observance du traitement antirétroviral. La recherche a été menée à la clinique ART de l'hôpital[9].

- Un ophtalmologiste de l'hôpital provincial de Limbé a fait des recherches sur le traitement de la cécité. Cette recherche a été publiée dans le British Journal of Ophthalmology[10].

- En août et septembre 2008, Gavin Steingo, un chercheur de l'Université de Pennsylvanie, a mené des recherches sur l'acquisition et l'utilisation d'instruments médicaux à l'hôpital provincial de Limbé, grâce à une subvention de Merck Pharmaceuticals.
- Actuellement, des recherches sur la prévalence des infections opportunistes chez les patients VIH/SIDA sont menées dans le cadre du partenariat ESTHER avec l'Université de Rostock/Allemagne.

## Localisation

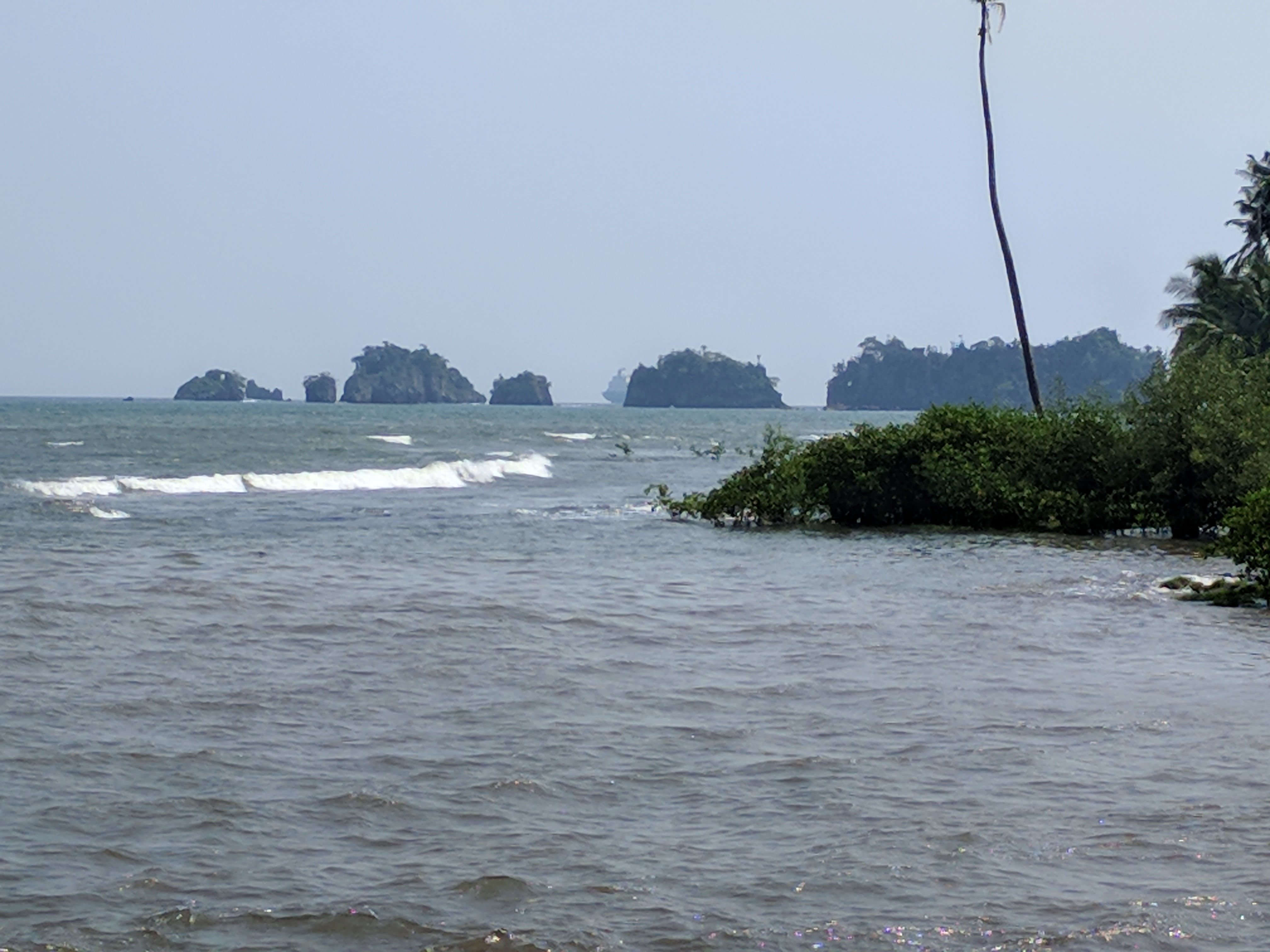
Océan Atlantique, Limbé

L'hôpital provincial de Limbé est situé dans la ville côtière de Limbé, dans la province du sud-ouest du Cameroun. La Province du Sud-Ouest est l'une des deux seules provinces anglophones du Cameroun ; les huit autres provinces sont francophones. Bien qu'il n'y ait pas d'université à Limbé, il y a une université dans la ville voisine de Buéa (environ 30 minutes en voiture). L'Université de Buea, qui a été fondée en 1997, possède un solide département des sciences de la santé.
L'hôpital provincial de Limbé est appelé par les habitants l'hôpital Mile 1 car il se trouve à exactement un mile de l'océan Atlantique. En sortant de l'hôpital en descendant la colline et vers l'océan, on atteindra bientôt Half Mile, le centre-ville de Limbé. En continuant tout droit, on arrivera à une zone appelée Down Beach, qui se trouve juste à côté de l'océan. En s'éloignant de l'océan de l'hôpital, on passe d'autres parties de Limbe (Mile 2, Mile 3, Mile 4, etc.) et quitte finalement la ville. Quelques kilomètres plus tard, on atteint la ville de Mutengene. En continuant tout droit à Mutengene, on arrive à Douala, la capitale économique du Cameroun, en une heure environ. En tournant à gauche à Mutengene, on arrive bientôt au Mile 17 (17 milles (27,358848 km) de l'Océan) dans la ville de Buea. En continuant sur la route à travers Buea on atteint le Nigeria.